# Agnes Kwaje Lasuba
Agnes Kwaje Lasuba (sinh ngày 14 tháng 8 năm 1948) là một chính trị gia người Nam Sudan.

## Cuộc sống ban đầu
Lasuba được sinh ra ở Torit, Equatoria. Bà học tại trường từ năm 1953 đến 1964. Gia đình bà đã phải sống lưu vong vào năm 1964, khiến Lasuba phải nghỉ học. Bà trở lại trường cấp hai năm 1965, học trường trung học Nabingu. Sau đó, bà theo học trường Cao đẳng Thương mại và Quản trị ở Uganda, nhận bằng về thư ký và quản lý vào năm 1969.
bà kết hôn với Joseph Oduho, một chính trị gia người Nam Sudan, vào tháng 5 năm 1970 trong một buổi lễ ở Uganda. Cặp đôi trở lại Sudan vào năm 1972 sau Thỏa thuận Addis Ababa.
Lasuba bắt đầu làm thư ký cho chủ tịch Hội đồng điều hành cấp cao vào năm 1974. Năm 1976, bà trở thành thư ký thứ ba của Hội đồng khu vực và là tổng thư ký của Hội Phụ nữ, Vùng phía Nam, Juba.

## Giáo dục đại học
Năm 1979, bà đến Vương quốc Anh để học quản trị và quản lý công tại Devon, nhận bằng vào năm 1980. Bà cũng đã lấy được bằng xã hội học từ Viện Khoa học Xã hội ở Hague, Holand 1985; Cử nhân nghệ thuật nghiên cứu xã hội từ Đại học East Anglia năm 1990; và bằng thạc sĩ khoa học về phát triển giới và chính sách cũng từ Đại học East Anglia năm 1991.

## Sự nghiệp
Từ năm 1998 đến 2003, Lasuba hoạt động trong Phong trào Giải phóng Nhân dân Sudan (SPLM) khi còn sống ở Vương quốc Anh. Bà trở lại New Sudan năm 2003. Lasuba tham gia vào các cuộc đàm phán hòa bình mà cuối cùng sẽ dẫn đến Thỏa thuận hòa bình toàn diện năm 2005. Lasuba sau đó phục vụ như một thành viên của quốc hội. Năm 2009, bà giữ chức Bộ trưởng Bộ Giới, Phúc lợi xã hội và Tôn giáo. Là một phần của Tổng thống Nam Sudan, Tướng Salva Kiir Mayarditwas, tái cấu trúc nội các vào tháng 6 năm 2010, bà được bổ nhiệm làm Bộ trưởng Bộ Giới, Phúc lợi Xã hội và Trẻ em trong Nội các Nam Sudan. Là Bộ trưởng, Lasuba tập trung vào bình đẳng giới và cung cấp giáo dục cho các bà gái trẻ. bà cũng tranh cãi với những bà gái lấy chồng trước 18 tuổi hoặc bị ép cưới.